# Равнинна вискача
Равнинна вискача (Lagostomus maximus) е гризач от семейство Чинчилови, най-едрия от семейството и единствен съвременен представител на род Равнинни вискачи.

## Разпространение
Равнинната вискача обитава северната, централната и източната част на Аржентина, южен Парагвай и югоизточна Боливия.

## Местообитания
Обитава равнините, включително и субтропичните влажни низини в североизточна Аржентина и сухи местности обрасли с храсталаци в Парагвай, Боливия и централна Аржентина, степите на централна Аржентина и пустинни местности.

## Физическа характеристика
Равнинните вискачи имат къса и мека козина, сивокафява на гърба, като избледнява отстрани към корема. И двата пола имат бели петна по бузите и над очите. Не се наблюдават сезонни промени в цвета на козината. Главата е масивна, очите и ушите са големи. Предните лапи са къси, а задните са дълги и мускулести. Предните лапи са с четири дълги и подвижни пръсти, а задните са с три пръста снабдени със здрави нокти. Притежават изразен полов диморфизъм. Мъжките имат голяма глава с изразителна маска на лицето и са по-едри от женските. Тежат от 5 до 8,8 килограма, с дължина на тялото 68 — 82 cm, на опашката 15 —20 cm и на ушите 5 —6,5 cm. Женските са с тегло 3,5 — 5 kg, дължина на тялото 53 — 73 cm, на опашката 13 —17 cm и на ушите 5 —6 cm. В неволя достигат до девет годишна възраст.

## Начин на живот
Равнинните вискачи са колониални животни. Колонията се състои от един до три мъжки и два до четири пъти повече женски. Обитават общи подземни ходове и винаги са във връзка помежду си. Размерите на дупките зависят от типа на почвата и от броя на колонията (от 12 сантиметра до 1 метър, наклон 10—30 градуса и дълбочина повече от 2 метра). Около дупките се намират пръчки от растения, кости и тор с цел да се замаскира както миризмата, така и да се предпазят ходовете от наводнение.

## Хранене
Равнинните вискачи са тревопасни животни и копрофаги. Хранят се като гризат трева, листа, клони, семена, шушулки, плодове.

## Размножаване
Разгонването е сезонно. Еструсът обикновено продължава 40 дни и се проявява през есента. Бременността продължава 154 дни и така напролет раждат от едно до четири малки. Половата зрялост при женските настъпва на 7 — 8 месец, а при мъжките на 12 — 16 месечна възраст.

## Естествени врагове
Равнинната вискача е плячка за редица южноамерикански хищници като пума, котка на Жофроа, пампасна лисица, майконг, малък гризон, боа удушвач.